# Square des Cardeurs
Ne pas confondre avec le forum des Cardeurs qui est une place d'Aix-en-Provence.
Le square des Cardeurs est une voie du 20e arrondissement de Paris, en France.

## Situation et accès
Le square des Cardeurs est une voie située dans le 20e arrondissement de Paris. Il débute au 41, rue Saint-Blaise et se termine en impasse.

## Origine du nom
Il porte ce nom en raison du voisinage de la rue Saint-Blaise car saint Blaise était le patron des cardeurs.

## Historique
Cette voie est créée dans le cadre de l'aménagement de la ZAC Saint-Blaise. Un décret municipal du 5 septembre 1980 donna ce nom à ce square.